# Giovanni Colletto
Don Giovanni Coletto (Corleone, 1881 – Corleone, 1953) è stato un presbitero, scrittore e storiografo italiano, noto soprattutto per aver ricostruito la vita di San Bernardo da Corleone (canonizzato santo nel 2001).

## Biografia
Giovanni Colletto prese da giovane gli ordini sacerdotali e successivamente insegnò latino e greco al Liceo classico "Guido Baccelli" di Corleone. 
Partecipò alla prima guerra mondiale ricevendo una medaglia di bronzo al valor militare.
Tornato in Italia si interessò soprattutto di storia locale e pubblicò una Vita del Beato Bernardo da Corleone (tuttora la sua opera più nota),  una Storia della Città di Corleone e altri libri. Nonuccio Anselmo, nella sua opera su Corleone dice:
(N. Anselmo, Corleone, Palladium Editrice, 2000 pp.79-80)
Questi lavori, per la loro importanza, vennero più volte ristampati nel corso del XX secolo.
Importante è anche l'inedita traduzione dal latino della Vita di San Leoluca Abate e il recupero e la traduzione di quello che restava del "liber" di Biagio Ortoleva. La notorietà letteraria gli valse la nomina a direttore della Biblioteca Comunale. Nella sua vita rifiutò più volte la nomina a canonico.

## Luoghi ed istituzioni a lui dedicate
Oggi è a lui dedicato l'Istituto d'Istruzione Superiore Statale "Don Giovanni Colletto" di Corleone. Inoltre sia la città di Torino sia quella di Corleone hanno una via dedicata a don Giovanni Colletto.

## Opere
- Storia della Città di Corleone, Siracusa, Tipografia Littoriale, 1934.
- Storia della città di Corleone, Palermo, Helix Media, 1992.
- Il beato Bernardo da Corleone : dalla nascita a frate cappuccino, 1605-1632, Palermo, Scuola tipografica Boccone del Povero, 1933.
- Il beato Bernardo da Corleone laico cappuccino, 2ª ed., Torino, Società Editrice Internazionale, 1951.
- San Bernardo da Corleone : Laico Cappuccino, Riproduzione facsimile dell'edizione Torino 1951, SEI, Palermo, Provincia Regionale, 2001.
- Biagio Ortoleva, Domini b. O. E carminibus quae adhuc ex stant Selecta, a cura di Giovanni Colletto, Palermo, Tipografia Pontificia, 1947.
- Vita di San Leoluca Abate, inedito.

| Controllo di autorità | SBN PALV020676 |